# Roviros Manthoulis
Robert Manthoulis o Rovíros Manthoúlis (Ροβήρος Μανθούλης) (Komotini 10 de juliol de 1929 – 21 d'abril 2022, és un director de cinema grec autor de pel·lícules i documentals de cinema i televisió.

## Biografia
Nascut el 1929 a Komotini, al nord-est de Grècia, va créixer a Atenes. Va estudiar ciències polítiques allà abans de marxar als Estats Units per fer cursos de teatre i cinema a les universitats de Syracuse i després de Columbia, a l'Estat de Nova York.
Es va instal·lar al 14è districte de París des de 1967 i l'inici de la dictadura dels coronels.

## Filmografia
- 1958 : Lefkada, to nisi ton poiiton (documental)
- 1960 : I kyria dimarhos (pel·lícula)
- 1960 : Oikogeneia Papadopoulou (pel·lícula)
- 1960 : Akropolis ton Athinon (documental)
- 1962 : Psila ta heria Hitler (pel·lícula)
- 1963 : I pio megali dynami (documental), seleccionat a la Setmana del Cinema Grec de 1963 (Tessalònica)
- 1965 : Anthropoi kai theoi (documental), seleccionat a la Setmana del Cinema Grec de 1965 Tessalònica)
- 1966 : Prosopo mé prosopo (pel·lícula)
- 1972 : Le Blues entre les dents (documental)
- 1984 : Akyvernites politeies (sèrie de televisió segons la novel·la de Stratís Tsírkas)
- 1987 : Les Cinq Dernières Minutes, episodi Une paix royale de Gérard Gozlan (sèrie de televisió)
- 1997 : La Guerre civile grecque (documental)
- 2002 : I istoria tis Lily (pel·lícula)

## Premis
- Festival del Cinema Grec de 1966 (Tessalònica) :
  - selecció per Prosopo mé prosopo
  - Millor director per Prosopo mé prosopo[3]